# Crvena jabuka
 Ovo je glavno značenje pojma Crvena jabuka. Za naselje u općini Ub u Srbiji pogledajte Crvena Jabuka (Ub, Srbija).
Crvena jabuka sarajevski je pop rock sastav osnovan 1985. godine. Sada su stacionirani u Zagrebu u Hrvatskoj.

## Povijest

### Početci
Grupu "Crvena jabuka" 1985. godine osnovali su Dražen Ričl (vokal, gitara)  i Zlatko Arslanagić (gitara).  Pridružili su im se Dražen Žerić (klavijature), Aljoša Buha (bas-gitara) i Darko Jelčić (bubnjevi).  Svoj prvi album pod nazivom "Crvena jabuka", s hitovima "Bježi kišo s prozora", "Dirlija" i "S tvojih usana", sastav izdaje 1986. godine. Sve pjesme na albumu potpisuju Dražen Ričl-Zijo i Zlatko Arslanagić-Zlaja. Odličan odaziv slušatelja urodio je pisanjem novog materijala. Iste godine sastav planira svoju prvu turneju, s prvim koncertom u Mostaru zakazanim za 18. rujna 1986. Nažalost, taj koncert nisu održali, jer je na putu ka Mostaru kod Jablanice sastav imao prometnu nesreću u kojoj su poginuli Aljoša Buha i Dražen Ričl. U čast i sjećanje na poginule drugove održan je koncert u dvorani Skenderija 13. listopada 1986. pod nazivom "Pjesma za Crvenu jabuku". Na koncertu su nastupili sarajevski glazbenici i grupe svih generacija. 
U Splitu, siječnja 1987. godine, snimaju svoj drugi album "Za sve ove godine", posvećen Ziji i Aljoši. Album su snimili preostala tri člana iz početne postave - Cunja, Zlaja i Žera. Album "Za sve ove godine" nikada nije bio reklamiran niti promoviran na bilo kojem mediju, po želji tri preostala člana Crvene jabuke. Nakon godine dana medijske tišine izlazi album Sanjati.(1988.)
Sve pjesme na albumu Sanjati potpisuje Zlatko Arslanagić s tim što se na albumu nalazi i obrada “Twist and Shout”, pod nazivom “Sviđa mi se ova stvar”. Album “Sanjati” prodan je na oko 250 000 nosača zvuka. Započinje velika turneja Crvene jabuke, s preko 180 koncerata, na kojima, osim Zlaje, Cunje i Žere, Nikša Bratoš svira gitare.
U drugoj polovini siječnja 1989. godine počinju prvi dogovori za snimanje četvrtog albuma.
Četvrti album objavljen je početkom 1989. i zvao se  Tamo gdje ljubav počinje, a snimila ga je koncertna postava benda. Producent albuma je Nikša Bratoš.  Album je postigao veliki komercijalni uspjeh. Dupli live album  "Uzmi me kad hoćeš ti" snimljen u Domu sportova u Zagrebu.
Peti album "Nekako s' proljeća", na kojem gostuje Kemal Monteno, snimaju 1991. Autor svih pjesama na albumu "Nekako s proljeća" je Zlatko Arslanagić. Zbog izbijanja rata u Bosni i Hercegovini i Hrvatskoj sastav odustaje od planirane turneje.
Zlatko Arslanagić napušta Sarajevo, i odlazi u London, da bi, 1995. godine, kao svoje mjesto boravka izabrao Toronto. U međuvremenu, Croatia Records 1993. godine izdaje kompilaciju 18 hitova Crvene jabuke pod nazivom “Ima nešto od srca do srca”. Na albumu se nalazi i kratko pismo publici.

### Poslije rata
Grupa se ponovo okuplja 1995. godine s novom postavom: Žera, Cunja, Krešimir Kaštelan (bas-gitara), Mario Vuković-Jimmy (gitare), Danijel Lastrić (klavijature), Nikša i Dilajla, i kreću na turneju po Europi (Njemačka, Austrija, Švicarska i Makedonija). Novi album izdaju 1996. pod nazivom "U tvojim očima". Autori pjesama su Zlatan Fazlić-Fazla i Saša Lošić-Loša. Na albumu se nalazi i pjesma "Sanjam te", nedovršena pjesma Dražena Ričla. Promocija albuma je održana 14. studenoga 1996. godine u Velikoj dvorani u Zagrebu. Slijede koncerti po Hrvatskoj, BiH, Sloveniji, Njemačkoj i Danskoj. Nakon završene turneje vraćaju se u Makarsku gdje im se nalazi glazbeni studio.

## Članovi

### Sadašnji članovi
- Dražen Žerić - Žera (klavijature i vokal)
- Krešimir Kaštelan (bas-gitara,prateći vokal)
- Stjepan Šarić (klavijature)
- Dario Duvnjak (gitara)
- Adrian Borić (bubnjevi)

### Bivši članovi
- Dražen Ričl - Zijo (solo gitara, vokal, tekstopisac)
- Zlatko Arslanagić - Zlaja (ritam gitara, prateći vokal, tekstopisac)
- Aljoša Buha  (bas-gitara)
- Zlatko Volarević - Dilajla (klavijature, vokal)
- Darko Jelčić - Cunja (bubnjevi, udaraljke)
- Branko Sauka (bas-gitara)
- Nikša Bratoš (gitare)
- Igor Ivanović (gitare)
- Zoran Šerbedžija (gitare)
- Mario Vukušić - Jimmy (gitare)
- Danijel Lastrić (klavijature, vokal)
- Saša Zalepugin[1]
- Josip Andrić
- Davor Papić
- Branimir Mihaljević

## Diskografija

### Studijski albumi
- Crvena jabuka (1986.)
- Za sve ove godine (1987.)
- Sanjati (1988.)
- Tamo gdje ljubav počinje (1989.)
- Nekako s proljeća (1991.)
- U tvojim očima (1996.)
- Svijet je lopta šarena (1998.)
- Sve što sanjam (2000.)
- Tvojim željama vođen (2002.)
- Oprosti što je ljubavna (2005.)
- Duša Sarajeva (2007.)
- Volim te (2009.)
- Za tvoju ljubav (2011.)
- Nek' bude ljubav (2013.)
- 2016 (2016.)
- Nocturno (2018.)
- Tvrđava (2020.)
- Neka nova jutra (2022.)
- Mirišu jabuke (2024.)

### Koncertni albumi
1. Uzmi me (kad hoćes ti) (1990.)
2. LIVE (1998.)
3. Riznice sjećanja-unplugged (1999.)
4. Bivše djevojčice, bivši dječaci – Unplugged live u Lisinskom (2014.)

### Kompilacije
1. Ima nešto od srca do srca, (1993.)
2. Moje najmilije, (1998.)
3. Antologija, (2003.)
4. Zlatna Kolekcija (Croatia Records, 2005.)
5. The Ultimate Collection, (Croatia Records, 2008.)
6. 25 godina Da nije ljubavi, (2009.)
7. The love collection, (2010.)

## Vanjske poveznice
- Službena stranica
- Diskografija Crvene jabuke  Arhivirana inačica izvorne stranice od 1. lipnja 2007. (Wayback Machine)